# Champagney (Jura)
Champagney é uma comuna francesa na região administrativa de Borgonha-Franco-Condado, no departamento de Jura. Estende-se por uma área de 15,58 km². Em 2010 a comuna tinha 482 habitantes (densidade: 30,9 hab./km²).